# جرمل قليل الأزهار
جرمل قليل الأزهار (الاسم العلمي: Frankenia pauciflora)، ويعرف أيضًا باسم خلنج البحر أو خلنج البحر الجنوبي، جنبة من فصيلة الجرمليات، موطنها الأصلي جنوب أستراليا.
يمكن أن يصل ارتفاعها إلى 0.5 متر.زهورها وردية أو بيضاء تُزهر بين يونيو وفبراير في نطاقها الأصلي. وتوجد في الشقوق المالحة أو المستنقعات المالحة أو مناطق الأحجار الجيرية الساحلية.